# Монтроуз (Нью-Йорк)
Монтроуз (англ. Montrose) — переписна місцевість (CDP) в США, в окрузі Вестчестер штату Нью-Йорк. Населення — 2862 особи (2020).

## Географія
Монтроуз розташований за координатами 41°14′41″ пн. ш. 73°56′18″ зх. д. / 41.24472° пн. ш. 73.93833° зх. д. (41.244828, -73.938334).  За даними Бюро перепису населення США в 2010 році переписна місцевість мала площу 4,31 км², з яких 4,18 км² — суходіл та 0,13 км² — водойми.

## Демографія
Згідно з переписом 2010 року, у переписній місцевості мешкала 2731 особа в 1065 домогосподарствах у складі 766 родин. Густота населення становила 633 особи/км².  Було 1120 помешкань (260/км²).
Расовий склад населення:
| - 88,9 % — білих - 3,0 % — азіатів - 2,2 % — чорних або афроамериканців - 3,1 % — осіб інших рас |

До двох чи більше рас належало 2,8 %. Частка іспаномовних становила 11,9 % від усіх жителів.
За віковим діапазоном населення розподілялося таким чином: 23,4 % — особи молодші 18 років, 62,2 % — особи у віці 18—64 років, 14,4 % — особи у віці 65 років та старші. Медіана віку мешканця становила 42,9 року. На 100 осіб жіночої статі у переписній місцевості припадало 97,0 чоловіків;  на 100 жінок у віці від 18 років та старших — 94,5 чоловіків також старших 18 років.
Середній дохід на одне домашнє господарство  становив 105 407 доларів США (медіана — 78 125), а середній дохід на одну сім'ю — 128 060 доларів (медіана — 106 389). Медіана доходів становила 90 238 доларів для чоловіків та 75 833 долари для жінок. За межею бідності перебувало 7,4 % осіб, у тому числі 7,9 % дітей у віці до 18 років та 8,8 % осіб у віці 65 років та старших.
Цивільне працевлаштоване населення становило 1377 осіб. Основні галузі зайнятості: освіта, охорона здоров'я та соціальна допомога — 23,8 %, науковці, спеціалісти, менеджери — 14,3 %, мистецтво, розваги та відпочинок — 12,7 %, фінанси, страхування та нерухомість — 12,2 %.